# Schwarzlauge

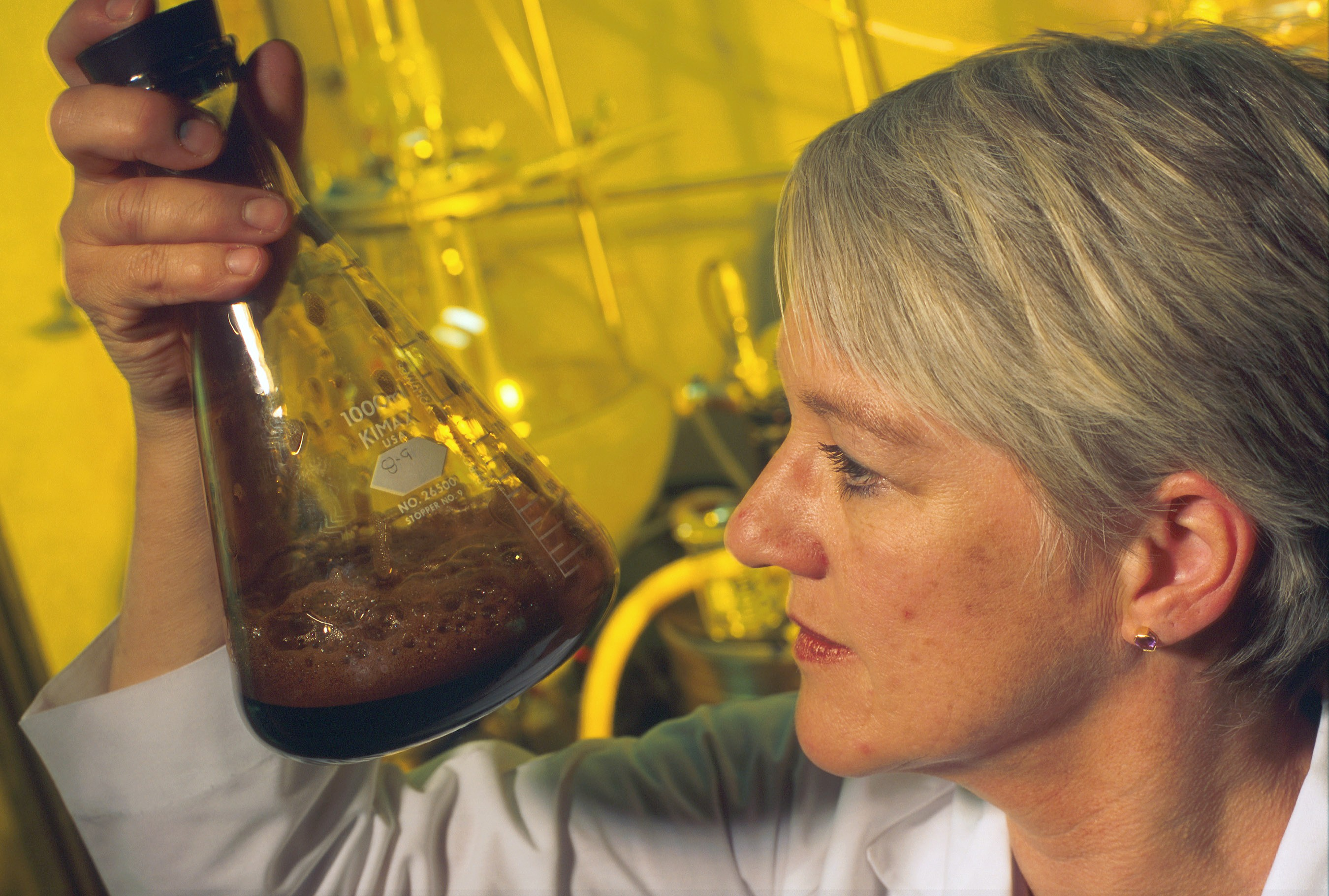
Probe im Erlenmeyerkolben

Schwarzlauge (Kochlauge) ist ein energie- und ligninreiches Nebenprodukt bei der Zelluloseherstellung nach dem Sulfatverfahren in der Papierindustrie. Sie entsteht bei der Trennung des Lignins vom Zellstoff, der dann die Papierfasern bildet.

## Zusammensetzung und Mengenanteil
Schwarzlauge ist ein Gemisch aus dem nach der Zellstoffabtrennung zurückbleibenden Lignin, Wasser und Chemikalien, die für die Extraktion benutzt werden. Der Trockenmassegehalt beträgt etwa 15 %, bezogen auf die Trockensubstanz entspricht die Menge der anfallenden Schwarzlauge in etwa der Masse der produzierten Zellulose.

## Verfahren
Sobald die Holzfasern abgetrennt sind, wird die verbleibende Schwarzlauge in der so genannten Laugenlinie bis zu einem Trockengehalt von 75 Prozent konzentriert. Im Rückgewinnungskessel wird die eingedickte Schwarzlauge (also im Wesentlichen deren energiereicher Ligninanteil) verbrannt, um die Chemikalien zu reduzieren und Strom zu erzeugen. Die auf dem Kesselboden gebildete Schmelze fließt über Rinnen in den Schmelzlösebehälter. Durch Zugabe verdünnter Weißlauge entsteht Grünlauge, diese wird in der Kaustizieranlage zu Weißlauge umgesetzt und kann dann erneut für den Faseraufschluss eingesetzt werden. Bis zu 99 Prozent der Chemikalien können auf diese Weise wiederverwendet werden.
Ein Problem des Verfahrens ist bisher der Schwefelgehalt der Schwarzlauge: Schwefel greift nicht nur die technische Ausrüstung an, er wird auch in die Atmosphäre abgegeben und dort in schädliches Schwefeldioxid umgewandelt. Inzwischen sind Zerfaserungsprozesse möglich, bei denen die anfallende Schwarzlauge schwefelfrei ist.

## Nutzung
Die Verbrennung der Schwarzlauge in der Zellstoffproduktion dient der Erzeugung von Strom und Prozesswärme, die einen erheblichen Teil des Energiebedarfs in der Zellstoff- und Papierproduktion decken. Die Stromerzeugung aus Schwarzlauge kann unter bestimmten Voraussetzungen nach dem Erneuerbare-Energien-Gesetz zu festgelegten, erhöhten Preisen an die Energieversorgungsunternehmen abgegeben werden. Zudem wird so die Weißlauge zurückgewonnen, die für den Aufschluss der Zellulose aus Holzfasern Verwendung findet.
Möglich ist auch die Produktion von Biowasserstoff aus Schwarzlauge mit unterschiedlichen Verfahren (Vergasung und Dampfreformierung oder Umsetzung in überkritischem Wasser). Aus Schwarzlauge kann auch Biogas hergestellt werden, das eine Alternative zu fossilen Brennstoffen darstellt. Der Biokraftstoff Dimethylether wird in Schweden versuchsweise aus der ligninhaltigen Masse gewonnen. In Deutschland laufen Versuche zur Gewinnung und Reinigung von Lignin aus Schwarzlauge, um daraus Biowerkstoffe (Duromere und Naturfaser-Verbundwerkstoffe) herzustellen.